# Kaiser Karl der Große
Die Kaiser Karl der Große war das vierte Schiff der Kaiser-Friedrich-Klasse, einer Klasse von fünf Linienschiffen der Kaiserlichen Marine.

## Bau
Der unter dem Haushaltsnamen „Linienschiff B“ geführte Neubau wurde am 17. September 1898 als letztes Schiff seiner Klasse von der Hamburger Werft Blohm & Voss auf Stapel gelegt. Für die Werft war es der erste Auftrag für ein Kriegsschiff dieser Größe. Aufgrund des zügigeren Baufortschrittes stand das Schiff bereits rund ein halbes Jahr vor der eher begonnenen Kaiser Barbarossa zum Stapellauf bereit. Dieser erfolgte am 18. Oktober 1899. Zu den Feierlichkeiten zum Stapellauf hielt Kaiser Wilhelm II. die Taufrede, wobei der bekannte Satz „Bitter not ist uns eine starke deutsche Flotte“ fiel. Dies geschah im Hinblick auf eine verstärkte Flottenrüstung sowohl im Ausland als auch im Deutschen Reich, wo im Vorjahr mit dem Ersten Flottengesetz ein Bauplan für die Kaiserliche Marine und die automatische Ersetzung der Schiffe ohne weiteren Zustimmungsbedarf des Reichstages verabschiedet worden war. Die Taufe des Schiffs auf den Namen des Frankenkönigs Karls des Großen nahm der Hamburger Bürgermeister Johann Georg Mönckeberg vor.
Die Fertigstellung der Kaiser Karl der Große verzögerte sich aufgrund eines längeren Streiks der Werftarbeiter im Herbst 1900. Im Oktober 1901 wurde das Schiff nach Wilhelmshaven überführt und kam dabei auf der Unterelbe fest. Die dabei entstandenen Schäden wurden bis zum Februar 1902 beseitigt.

## Friedenszeit
Die Kaiser Karl der Große wurde am 4. Februar 1902 als letztes Schiff der Kaiser-Friedrich-Klasse in Dienst gestellt. Das Schiff wurde dem I. Geschwader zugeteilt, das aus den Schiffen der Brandenburg- und vier Einheiten der Kaiser-Friedrich-Klasse bestand. Die Kaiser Wilhelm II. diente als Flottenflaggschiff und war als solches nicht in einen bestimmten Verband eingegliedert.
Im Rahmen des Geschwaders nahm die Kaiser Karl der Große in den folgenden Jahren an verschiedenen Auslandsreisen, Ausbildungsfahrten und Manövern teil. 1905 diente das Schiff vorübergehend als Flaggschiff des Geschwaders. Am 18. Juli 1905 lief das Linienschiff nach Antwerpen, um die Kaiserliche Marine während der Feierlichkeiten zum 75-jährigen Bestehen des Königreiches Belgien zu vertreten. Von dort aus begab sich die Kaiser Karl der Große nach Karlskrona und trat dort wieder zu dem auf einer Reise befindlichen I. Geschwader. Vom 22. bis 24. August 1906 fand in der Eckernförder Bucht ein großes Landungsmanöver statt, an dem das Schiff beteiligt war. Am 18. September 1909 erfolgte schließlich die Außerdienststellung und die Zuteilung zur Reserve-Formation der Ostsee. Als einziges Schiff ihrer Klasse wurde die Kaiser Karl der Große nicht modernisiert, sondern lediglich im Jahr 1911 einer Überholung unterzogen.

## Einsatz im Ersten Weltkrieg

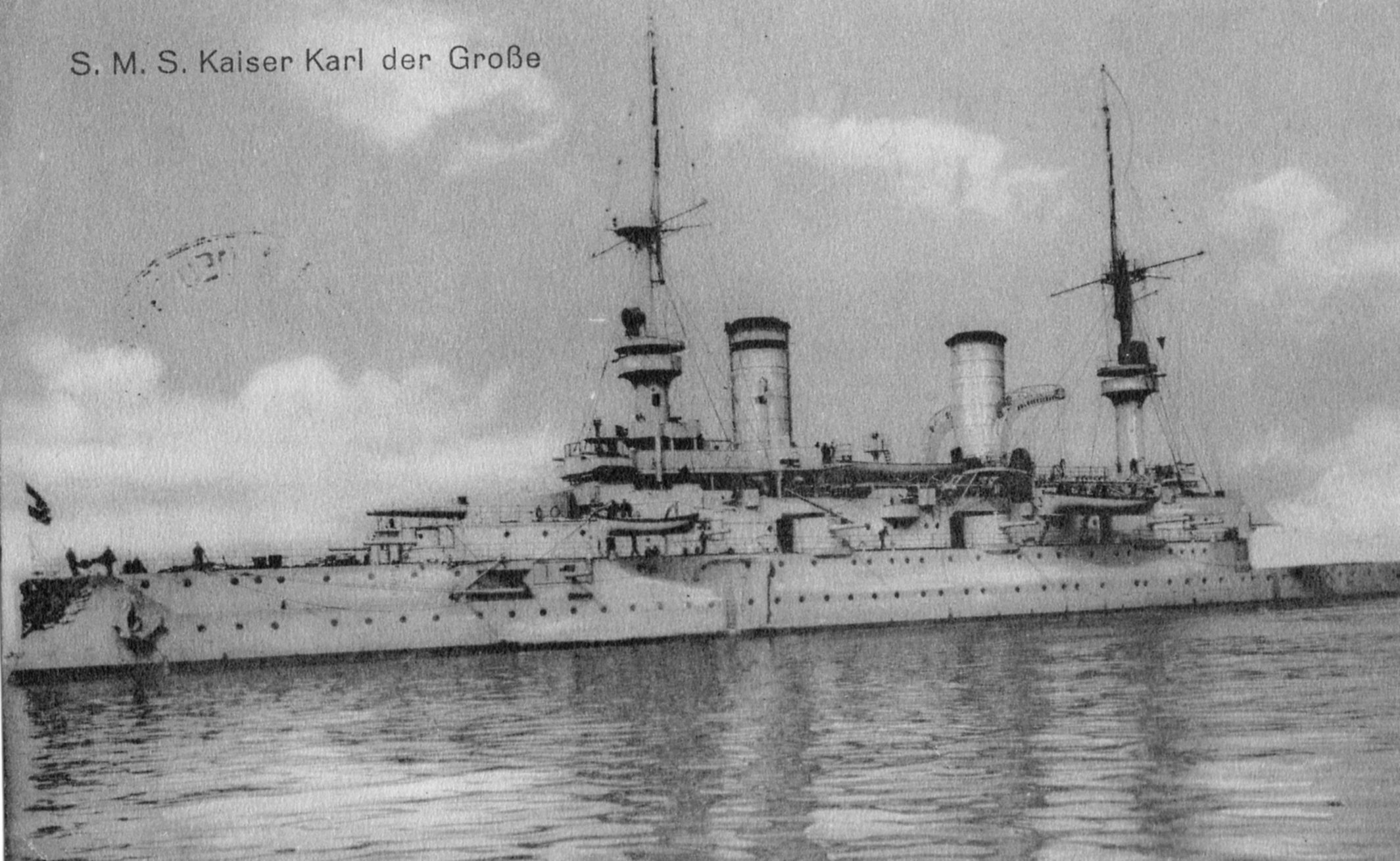
Linienschiff Kaiser Karl der Große

Nach dem Ausbruch des Ersten Weltkrieges wurde die Kaiser Karl der Große wieder aktiviert und, ebenso wie ihre Schwesterschiffe, dem neu gebildeten V. Geschwader zugeteilt. Das Schiff wurde hauptsächlich für den Sicherungsdienst in der Deutschen Bucht herangezogen und lag zumeist vor Altenbruch auf Reede. Vom 22. bis 26. September war es zudem an einem Vorstoß in die östliche Ostsee beteiligt. Vom 23. Januar 1915 an war die Kaiser Karl der Große einen Monat lang Flaggschiff des Geschwaders, bis sie in dieser Funktion von der Kaiser Wilhelm II. abgelöst wurde.
Da die Schiffe der Kaiser-Friedrich-Klasse inzwischen sowohl militärisch als auch technisch völlig überholt waren und nur noch einen geringen Kampfwert besaßen, wurde das Geschwader Ende Februar aus dem Frontdienst entlassen. Die Kaiser Karl der Große schied aus dem Geschwader aus und wurde dem Chef der Marinestation der Nordsee zugeteilt. Mit reduzierter Besatzungszahl diente das Schiff fortan in Wilhelmshaven als Exerzier- und Maschinenschulschiff. Aufgrund der angespannten Personallage der Kaiserlichen Marine erfolgte am 19. November 1915 schließlich die Außerdienststellung in Kiel.

## Verbleib
Die Kaiser Karl der Große wurde 1916 vollständig entwaffnet und wieder nach Wilhelmshaven verbracht. Dort lag das Schiff bis Kriegsende als Wohnschiff für Kriegsgefangene. Am 6. Dezember 1919 erfolgte die Streichung aus der Liste der Kriegsschiffe. Die Kaiser Karl der Große wurde im folgenden Jahr in Rönnebeck abgewrackt. Die Schiffsglocke befindet sich im Museum Schloss Schönebeck in Bremen.

## Kommandanten
| 4. Februar bis September 1902         | Kapitän zur See August von Heeringen                                     |
| September 1902 bis September 1903     | Kapitän zur See Adolf Poschmann                                          |
| September bis Dezember 1903           | Kapitän zur See Alfred Ehrlich                                           |
| Dezember 1903 bis September 1904      | Kapitän zur See Carl Franz                                               |
| Oktober 1904 bis September 1905       | Kapitän zur See Erich Gühler                                             |
| September 1905 bis September 1907     | Kapitän zur See Hans von Dambrowski                                      |
| Oktober 1907 bis September 1908       | Kapitän zur See Friedrich Gädecke                                        |
| September 1908 bis 18. September 1909 | Kapitän zur See Karl Wilbrandt                                           |
| 7. August 1914 bis März 1915          | Kapitän zur See Friedrich Behncke                                        |
| März bis September 1915               | Korvettenkapitän Friedrich Knipping (reduzierte Besatzung)               |
| September bis 19. November 1915       | Korvettenkapitän / Fregattenkapitän Max Leonhardi (reduzierte Besatzung) |